# 1994年全米オープン (テニス)
1994年 全米オープン（1994ねんぜんべいオープン、US Open 1994）は、アメリカ・ニューヨークマンハッタンにある「USTAナショナル・テニスセンター」にて、1994年8月29日から9月11日にかけて開催された。

## シード選手

### 男子シングルス
1. ピート・サンプラス　（4回戦）
2. ゴラン・イワニセビッチ　（1回戦）
3. セルジ・ブルゲラ　（4回戦）
4. ミヒャエル・シュティヒ　（準優勝）
5. ステファン・エドベリ　（3回戦）
6. マイケル・チャン　（4回戦）
7. ボリス・ベッカー　（1回戦）
8. アンドレイ・メドベデフ　（2回戦）
9. トッド・マーティン　（ベスト4）
10. アルベルト・ベラサテギ　（1回戦）
11. ジム・クーリエ　（2回戦）
12. ウェイン・フェレイラ　（3回戦）
13. トーマス・ムスター　（ベスト8）
14. エフゲニー・カフェルニコフ　（4回戦）
15. マルク・ロセ　（3回戦）
16. （大会開始前に欠場）

### 女子シングルス
1. シュテフィ・グラフ　（準優勝）
2. アランチャ・サンチェス・ビカリオ　（初優勝）
3. コンチタ・マルチネス　（3回戦）
4. マリー・ピエルス　（ベスト8）
5. 伊達公子　（ベスト8）
6. リンゼイ・ダベンポート　（3回戦）
7. ヤナ・ノボトナ　（ベスト4）
8. ガブリエラ・サバティーニ　（ベスト4）
9. メアリー・ジョー・フェルナンデス　（3回戦）
10. ジーナ・ガリソン　（4回戦）
11. アマンダ・クッツァー　（ベスト8）
12. ザビーネ・ハック　（1回戦）
13. ロリ・マクニール　（1回戦）
14. アンケ・フーバー　（2回戦）
15. マグダレナ・マレーバ　（4回戦）
16. エミー・フレージャー　（2回戦）

## 大会経過

### 男子シングルス
準々決勝
- カレル・ノバチェク vs.  ハイメ・イサガ　6-2, 6-7, 6-1, 5-7, 6-3
- ミヒャエル・シュティヒ vs.  ヨナス・ビョークマン　6-4, 6-4, 6-7, 6-4
- アンドレ・アガシ vs.  トーマス・ムスター　7-6, 6-3, 6-0
- トッド・マーティン vs.  ベルント・カールバッハー　6-4, 7-6, 4-6, 6-4

準決勝
- ミヒャエル・シュティヒ vs.  カレル・ノバチェク　7-5, 6-3, 7-6
- アンドレ・アガシ vs.  トッド・マーティン　6-3, 4-6, 6-2, 6-3

### 女子シングルス
準々決勝
- シュテフィ・グラフ vs.  アマンダ・クッツァー　6-0, 6-2
- ヤナ・ノボトナ vs.  マリー・ピエルス　6-4, 6-0
- ガブリエラ・サバティーニ vs.  ジジ・フェルナンデス　6-2, 7-5
- アランチャ・サンチェス・ビカリオ vs.  伊達公子　6-3, 6-0

準決勝
- シュテフィ・グラフ vs.  ヤナ・ノボトナ　6-3, 7-5
- アランチャ・サンチェス・ビカリオ vs.  ガブリエラ・サバティーニ　6-1, 7-6

## 決勝戦の結果
- 男子シングルス： アンドレ・アガシ vs.  ミヒャエル・シュティヒ　6-1, 7-6, 7-5
- 女子シングルス： アランチャ・サンチェス・ビカリオ vs.  シュテフィ・グラフ　1-6, 7-6, 6-4
- 男子ダブルス： ヤッコ・エルティン＆ ポール・ハーフース vs.  マーク・ウッドフォード＆ トッド・ウッドブリッジ　6-3, 8-6
- 女子ダブルス： アランチャ・サンチェス・ビカリオ＆ ヤナ・ノボトナ vs.  カテリナ・マレーバ＆ ロビン・ホワイト　6-3, 6-3
- 混合ダブルス： パトリック・ガルブレイス＆ エルナ・ライナッハ vs.  トッド・ウッドブリッジ＆ ヤナ・ノボトナ　6-2, 6-4

## みどころ
- 女子シングルス優勝者のアランチャ・サンチェス・ビカリオは、スペインの女子テニス選手として最初の全米オープン優勝者になった。サンチェスは全仏オープンに続く4大大会年間2冠を獲得し、この大会ではヤナ・ノボトナと組んだ女子ダブルスと合わせて単複2冠を達成した。男子シングルス優勝者のアンドレ・アガシは、1992年ウィンブルドン以来の4大大会2勝目で、この大会では世界ランキング20位のノーシードから勝ち上がった。
- 日本人女子選手は、第5シードの伊達公子が前年に続いて2年連続のベスト8入りを果たす。伊達は準々決勝でサンチェスに 3-6, 0-6 の完敗に終わった。遠藤愛が3回戦で第6シードのリンゼイ・ダベンポートを 6-3, 7-6 で破る金星を挙げたが、続く4回戦で第11シードのアマンダ・クッツァーに 3-6, 0-6 で敗れた。